# Chunky, Novi & Ernie (album, 1973)
Chunky, Novi & Ernie je první studiové album americké hudební skupiny Chunky, Novi & Ernie, vydané v roce 1974 u vydavatelství Reprise Records. Album produkoval John Cale spolu s Tedem Templemanem. V písni „Rosalie“ mluví šeptem Frank Zappa, avšak na obalu uveden nebyl. Autorem obalu alba je Zappův spolupracovník Cal Schenkel. Píseň „Italian Sea“ v roce 2012 vyšla na Caleově kompilaci Conflict & Catalysis: Productions & Arrangements 1966-2006. Píseň „Underground“ později nahrála skupina Montrose a vydala ji na svém druhém albu Paper Money (jeho producentem byl rovněž Templeman).

## Seznam skladeb
| Pořadí | Název               | Autor                                  | Délka |
| ------ | ------------------- | -------------------------------------- | ----- |
| 1.     | Underground         | Lauren Wood                            | 2:57  |
| 2.     | Rosalie             | Lauren Wood                            | 3:03  |
| 3.     | Chicago Fog Lift    | Lauren Wood                            | 4:07  |
| 4.     | Antique             | Lauren Wood                            | 3:04  |
| 5.     | Fruits & Vegetables | Lauren Wood                            | 5:12  |
| 6.     | Lola and the Boys   | Lauren Wood                            | 3:05  |
| 7.     | Italian Sea         | Lauren Wood                            | 4:10  |
| 8.     | Atlantic Liner      | Lauren Wood                            | 3:45  |
| 9.     | Renaissance         | Lauren Wood                            | 6:21  |
| 10.    | America/Chicago     | Lauren Wood, Novi Novog, Ernie Eremita | 4:52  |

## Obsazení
- Lauren Wood – zpěv, klavír, klávesy, aranžmá
- Novi Novog – viola, klávesy, doprovodné vokály
- Ernie Eremita – baskytara, doprovodné vokály, aranžmá
- Bob Zinner – kytara
- Tim Barr – kontrabas
- Hal Blaine – bicí
- Richie Hayward – bicí
- Frank Zappa – šepot v „Rosalie“
- John Cale – produkce, aranžmá
- Ted Templeman – produkce
- Phil Schier – zvukový inženýr
- Donn Landee – zvukový inženýr
- Kirby Johnson – aranžmá